# آنا والكر
آنا والكر (بالإنجليزية: Nancy Walker)‏ هي مخرجة وممثلة أمريكية، ولدت في 10 مايو 1922 بفيلادلفيا في الولايات المتحدة، وتوفيت في 25 مارس 1992 بكاليفورنيا في الولايات المتحدة بسبب سرطان الرئة.

## ترشيحات
- جائزة توني عن فئة أفضل ممثلة في مسرحية موسيقية [الإنجليزية]‏ (1956)
- جائزة توني عن فئة أفضل ممثلة في مسرحية موسيقية [الإنجليزية]‏ (1961)

## وصلات خارجية
- آنا والكر على موقع IMDb (الإنجليزية)
- آنا والكر على موقع ألو سيني (الفرنسية)
- آنا والكر على موقع ميوزك برينز (الإنجليزية)
- آنا والكر على موقع تيرنر كلاسيك موفيز (الإنجليزية)
- آنا والكر على موقع أول موفي (الإنجليزية)
- آنا والكر على موقع قاعدة بيانات برودواي على الإنترنت (الإنجليزية)
- آنا والكر على موقع قاعدة بيانات برودواي على الإنترنت (الإنجليزية)
- آنا والكر على موقع قاعدة بيانات الأفلام السويدية (السويدية)
- آنا والكر على موقع إن إن دي بي (الإنجليزية)
- آنا والكر على موقع ديسكوغز (الإنجليزية)